# 팀 후글란트
팀 후글란트 (Tim Hoogland, 1985년 6월 11일, 노르트라인베스트팔렌주 마를 ~)는 독일의 전 축구 선수로, 현역 시절 포지션은 라이트 백 (혹은 수비형 미드필더)였다.

## 경력
후글란트는 2005년 2월 5일 FC 샬케 04의 선수로서 FC 한자 로스토크전에서 75분에 교체되어 나와 데뷔전을 치렀다. 9년동안 유소년팀 시절부터 샬케에서 뛴 뒤, 후글란트는 1. FSV 마인츠 05와 계약하였다.
2010년 1월 12일, 그는 샬케로 다시 돌아왔다. 그의 새 계약은 2010년 7월 1일부터 2014년 6월 30일까지 유효하다.

## 수상
- 분데스리가 준우승:2006-07
- DFB-포칼

우승:2010-11
준우승:2004-05
- 리가포칼:2005
- 독일 슈퍼컵:2011